# Cantão de Solesmes
O cantão de Solesmes era uma divisão administrativa francesa, que estava situada no departamento do Norte e a região de Nord-Pas-de-Calais.

## Composição
O cantão estava formado por dezassete comunas:
- Beaurain
- Bermerain
- Briastre
- Capelle
- Escarmain
- Haussy
- Montrécourt
- Romeries
- Saint-Martin-sur-Écaillon
- Saint-Python
- Saint-Vaast-en-Cambrésis
- Saulzoir
- Solesmes
- Sommaing
- Vendegies-sur-Écaillon
- Vertain
- Viesly

## Exclusão do cantão de Solesmes
Em aplicativo do Decreto nº 2014-167 de 17 de fevereiro de 2014, o cantão de Solesmes foi suprimido a 22 de março de 2015 e os seus 17 comunas passaram a fazer parte; dezasseis do novo cantão de Caudry e uma do novo cantão de Le Cateau-Cambrésis.